# Escoteiros-Mirins
No universo fictício de Patópolis, os Escoteiros-Mirins (Junior Woodchucks no original) são uma organização de jovens (à semelhança dos Escoteiros de verdade) à qual pertencem Huguinho, Zezinho e Luisinho, sobrinhos de Pato Donald. Os Escoteiros-Mirins foram criados por Carl Barks em 1951, estreando na história “St. Bernhard Operation” (Walt Disney's Comics and Stories nº 125). Na maioria das histórias a organização é formada somente com meninos, mas em algumas histórias também aparece um grupo rival (no original, Junior Chickadees; na versão brasileira, Bandeirantes) formado por meninas, destacadamente Lalá, Lelé e Lili, sobrinhas de Margarida, contrapondo-se aos sobrinhos trigêmeos de Donald.
Huguinho, Zezinho e Luisinho carregam sempre consigo um exemplar do Manual do Escoteiro-Mirim, um guia fictício repleto de informações detalhadas e pertinentes sobre qualquer país ou situação em que Donald e os meninos se encontrarem. Sua profundidade da cobertura é notável, considerando ser um livro tão pequeno.
O Manual fictício foi a inspiração para inúmeras publicações Disney mundo afora, com dicas, conselhos, cultura geral e fatos curiosos sobre a natureza e a vida em geral. No Brasil, começando pelo Manual do Escoteiro-Mirim original (1971), foram publicados em várias séries e formatos pela Abril. Veja também Manuais Disney.
Don Rosa escreveu e desenhou uma história em que mostrou como o Manual evoluiu da biblioteca de Alexandria.
Jeff Foxworthy, em episódio de seu programa de televisão, declarou ter pertencido aos Junior Woodchucks em sua infância. Esta é talvez a única referência fictícia à organização fora do universo de Disney.